# Giovanni Battista de La Salle
Giovanni Battista de La Salle (Reims, 30 aprile 1651 – Rouen, 7 aprile 1719) è stato un presbitero e pedagogista francese. Beatificato nel 1888, è stato proclamato santo da papa Leone XIII nel 1900.
Fondatore della prima congregazione laicale della storia della Chiesa cattolica, ha contribuito a standardizzare le pratiche dell'istruzione in Francia. Grande innovatore nel campo della pedagogia, ha scritto varie opere sulla missione dell'educazione: un catechismo, testi di "buone maniere" e vademecum per insegnanti e studenti. Divenne il catalizzatore e la fonte di molte altre congregazioni religiose dedicate all'educazione fondate nel XVIII e XIX secolo.

## Biografia
I suoi genitori, Louis de La Salle e Nicole de Moët de Brouillet, appartenevano ad una famiglia nobile (di sangue e di virtù) di giuristi. Dei dieci figli che ebbero Giovanni fu il primogenito.
Il padre voleva che intraprendesse la carriera da giurista, ma Giovanni sentì la vocazione religiosa. Studiò alla Sorbona e al seminario di san Sulpizio, la cui spiritualità lo segnò profondamente.
Il 7 gennaio 1667, a soli 16 anni, fu nominato canonico della cattedrale di Reims. Studiò teologia a Parigi, e venne ordinato sacerdote a 26 anni, il 9 aprile 1678. Due anni dopo, nel 1680, conseguì il dottorato in teologia.
L'arcivescovo di Reims gli affidò la fondazione di scuole parrocchiali per bambini poveri nella sua città natale. A partire dal 1679 fondò quindi una scuola gratuita per i poveri. Nel 1683 lasciò il suo incarico di canonico e fondò una comunità religiosa dedicata all'insegnamento. Un anno, durante un inverno particolarmente rigido, distribuì i suoi averi ai poveri.
Il 25 maggio 1684 fondò la congregazione dei Fratelli delle scuole cristiane, e cominciò ad aprire scuole professionali, scuole domenicali e istituti per ragazzi di strada.
Si accorse allora che quello che mancava di più ai ragazzi erano dei maestri validi. De La Salle pensò che quella del maestro dovesse essere una missione, e che gli educatori si dovessero dedicare esclusivamente ai propri studenti. Ideò quindi un nuovo tipo di insegnante, un docente che prende i voti, cioè rinuncia a sposarsi e a formare una sua famiglia.
Si mise quindi alla ricerca di giovani maestri, ai quali propose una forma di vita consacrata a Dio, pur rimanendo questi laici. Per loro redasse una sorta di regola. Gettò così le basi per il futuro istituto dei Fratelli delle scuole cristiane, votato all'istruzione e all'educazione dei bambini dei ceti popolari. Per la formazione, sia culturale che spirituale, dei "fratelli", creò nel 1692 a Vaugirard (antico comune del dipartimento della Senna) il primo noviziato; nel 1698 terminò la messa a punto delle regole della Congregazione.
Nel 1685 fondò a Reims un seminario per gli insegnanti, organizzato come una vera scuola normale per istitutori. Fu un'innovazione quasi assoluta, se si esclude la formazione data ai propri religiosi da parte dei Gesuiti per l'insegnamento ai ceti più agiati (in verità i Gesuiti fornivano istruzione anche ai ceti più poveri). Nel 1688, trasferitosi a Parigi, vi aprì le prime scuole della congregazione.
Nel 1694 de La Salle venne eletto superiore della nuova congregazione dandole una regola più elaborata. Continuò la sua opera culturale e spirituale scrivendo opere catechistiche e pedagogiche, tra cui Règles de la bienséance et de la civilité chrétienne (1703), galateo per tutti e libro di lettura per gli alunni, ove la vita quotidiana è passata in rassegna per indicare atteggiamenti e comportamenti "cristiani" e socialmente dignitosi e corretti.
Chiamato a Rouen nel 1705 dall'arcivescovo di quella diocesi, Jacques-Nicolas de Colbert, aprì un pensionato nel sobborgo di Manoir de Saint-Yon.
Poco prima di morire, lasciò tutti gli incarichi direttivi. Morì nella casa madre della congregazione che aveva fondato a Rouen, il 7 aprile 1719, venerdì santo. Dopo la sua morte, l'istituto continuò a svilupparsi rapidamente in Francia e nel mondo intero.

## Il culto

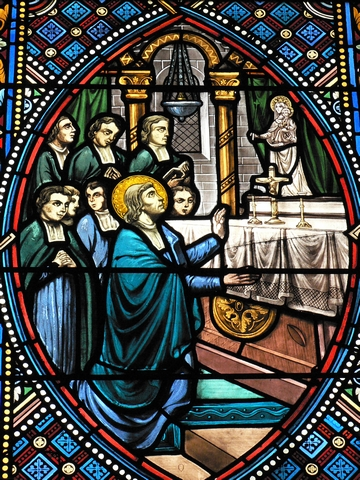
Vetrata della cappella reliquiaria, Pensionato di Jean-Baptiste de La Salle, Rouen.

Giovanni Battista de La Salle fu sepolto nella chiesa di Saint-Sever, un quartiere di Rouen. Nel 1734 il suo corpo fu riportato a Saint-Yon nella cappella del suo pensionato, poi nel 1835 fu traslato in quella della Scuola normale di Rouen. A Reims fu fatta costruire, nel 1898, una chiesa dedicata a lui. Nel 1937 le sue reliquie furono trasferite a Roma.
Il processo di beatificazione cominciò nel 1835 e, l'8 maggio 1840, fu dichiarato venerabile. Fu proclamato beato il 19 febbraio 1888 e santo il 24 maggio 1900, canonizzato da papa Leone XIII.
La sua memoria liturgica si celebra il 7 aprile. Il 15 maggio 1950 papa Pio XII lo dichiarò santo patrono degli insegnanti e degli educatori.

## Le principali innovazioni pedagogiche
Due importanti innovazioni da lui attuate hanno rivoluzionato la pedagogia in Francia:
- le lezioni non erano individuali ma fatte in una classe;
- si apprendeva a leggere in francese e non in latino. In questa maniera ha dato priorità alla madrelingua rispetto alla lingua latina nell'apprendimento della lettura, contrariamente alla prassi del tempo.

Tra le altre intuizioni:
- ha fondato le Scuole normali, che lui chiamò "seminari per i maestri di campagna", affinché fosse garantita la prima e fondamentale necessità della scuola: la preparazione morale e culturale degli insegnanti;
- i "Fratelli delle scuole cristiane" da lui fondati sono la prima congregazione religiosa maschile costituita esclusivamente da laici;
- ha dato rilevanza al metodo simultaneo nell'insegnamento primario;
- ha voluto che l'insegnamento primario fosse gratuito nelle scuole che aveva fondato;
- è stato il primo ad organizzare le scuole serali e domenicali per i giovani lavoratori;
- fu l'ideatore di quello che divenne il moderno insegnamento di indirizzo tecnico, commerciale e professionale.

## Pubblicazioni
- Compendio della vita (Roma, Tip. Artigianelli di S. Giuseppe, 1900)
- Panegirico. Detto nella chiesa del collegio San Giuseppe il 15 Maggio 1912 da Monsignor Carlo Cremonesi (Roma, Tip. Editr. Romana, 1912)
- Come Cristo. Cammino spirituale dell'educatore cristiano, a cura di Fra' Secondino Scaglione (Torino, Gribaudi, 1974)
- Educatori come Cristo. Teologia dell'educazione e orientamenti pedagogici, a cura di Fra' Secondino Scaglione e Umberto Marcato (Torino, Gribaudi, 1976)
- Invito alla preghiera, introduzione di Fra' Secondino Scaglione (Roma, Città Nuova Editrice, 1980)
- Proposta educativa, introduzione, scelta dei testi e traduzione di Fra' Secondino Scaglione (Casale Monferrato, Marietti, 1983)
- Le lettere, a cura di Serafino Barbaglia, introduzione di Remo L. Guidi (Roma, Città Nuova, 1993)
- Raccolta di vari trattati brevi - Regole - Scritti personali, a cura di Serafino Barbaglia (Roma, Città Nuova, 1996)
- Meditazioni - Spiegazione del metodo di orazione, a cura di Serafino Barbaglia (Roma, Città Nuova, 1999)
- Guida delle scuole cristiane - Regole di buona creanza e di cortesia cristiana, a cura di Rodolfo Cosimo Meoli (Roma, Città Nuova, 2000)
- I doveri di un cristiano verso Dio, a cura di Gabriele Di Giovanni e Italo Carugno (Roma, Città Nuova, 2004)
- Istruzioni e preghiere - Canti spirituali, a cura di Serafino Barbaglia (Roma, Città Nuova, 2005)